# Julien Épaillard
Julien Épaillard (Cherburgo, 24 de julio de 1977) es un jinete francés que compite en la modalidad de salto ecuestre.
Participó en los Juegos Olímpicos de París 2024, obteniendo una medalla de bronce en la prueba por equipos (junto con Simon Delestre y Olivier Perreau). Ganó una medalla de bronce en el Campeonato Europeo de Saltos Ecuestres de 2023, en la prueba individual.

## Palmarés internacional
| Juegos Olímpicos   | Juegos Olímpicos | Juegos Olímpicos  | Juegos Olímpicos |
| Año                | Lugar            | Medalla           | Categoría        |
| ------------------ | ---------------- | ----------------- | ---------------- |
| 2024               | París (Francia)  | Medalla de bronce | Por equipos      |
| Campeonato Europeo |                  |                   |                  |
| Año                | Lugar            | Medalla           | Categoría        |
| 2023               | Milán (Italia)   | Medalla de bronce | Individual       |